# The Cappatalize Project
 (avril 2025).
Albums de Cappadonna
The Struggle
(2003) Slang Prostitution
(2009)
The Cappatalize Project est le quatrième album studio de Cappadonna, sorti le 22 juillet 2008.

## Liste des titres
| No  | Titre                                                  | Contient un (des) sample(s) de                               | Durée |
| --- | ------------------------------------------------------ | ------------------------------------------------------------ | ----- |
| 1.  | Cap's Back Again                                       |                                                              | 4:07  |
| 2.  | The Anointing                                          |                                                              | 1:43  |
| 3.  | Don't Turn Around (featuring Q-Dini)                   | Don't Turn Around de Black Ivory                             | 3:57  |
| 4.  | Peace God (featuring Born Divine)                      |                                                              | 1:14  |
| 5.  | Get Paper (featuring Lounge Lo)                        |                                                              | 2:45  |
| 6.  | If You Don't Stop (featuring Born Divine)              |                                                              | 3:17  |
| 7.  | One Night Love Affair                                  |                                                              | 3:08  |
| 8.  | Growth and Development (featuring Hugh Hef et Lahluga) |                                                              | 3:40  |
| 9.  | Dream                                                  |                                                              | 4:08  |
| 10. | Gotta Find a Way (featuring Born Divine et Mpm)        |                                                              | 2:41  |
| 11. | Wanted (featuring KMC)                                 |                                                              | 2:50  |
| 12. | Goon Skwad                                             |                                                              | 4:26  |
| 13. | Tug Dat Rope                                           | Beware of the Man (With the Candy in His Hand) des Dramatics | 2:13  |
| 14. | My Gang (featuring Born Divine et Better Lifers)       |                                                              | 3:46  |
| 15. | Holdin' (featuring Lounge Lo)                          |                                                              | 2:40  |